# Paiteya errans
Paiteya errans är en mångfotingart som beskrevs av Chamberlin 1910. Paiteya errans ingår i släktet Paiteya och familjen Cambalidae. Inga underarter finns listade i Catalogue of Life.